# Jawornik (Strzyżów)
Pour les articles homonymes, voir Jawornik.
Jawornik est une localité polonaise de la gmina de Niebylec, située dans le powiat de Strzyżów en voïvodie des Basses-Carpates.